# محمد بن عبد الله بن زياد الأموي
هو محمد بن زياد بن عبد الله بن زياد بن أبيه الأموي مؤسس الدولة الزيادية باليمن، وهو أحد ثلاثة ثوار أمويون قدموا إلى الخليفة العباسي المأمون ليحكم عليهم. فحكم على اثنين منهما بالقتل وعفا عن الثالث، وهو محمد بن زياد. وقد أشار الفضل بن سهل وزير المأمون على الخليفة بإرساله أميرا للجيش العباسي اليمن، فأرسله الخليفة المأمون عام(203هـ/819م). فدخل اليمن بعد موسم الحج فبنى مدينة زبيد في شعبان 204هـ/ 819م وجعلها عاصمة له. وفي عام 205هـ / 821م أرسل ابن زياد مولاه جعفر إلى المأمون محملا بالهدايا الثمينة كغنائم من اليمن، فرجع جعفر إلى اليمن بعد أن أمد المأمون لألفي فارس كدعم له. وتمكن من إقامة دولة سنية باليمن عباسية الولاء، وامتد نفوذه إمارته من (حلي بن يعقوب) في الساحل شمالاً إلى عدن وحضرموت وما حولها جنوباً وكذا مخلافي الجند وجعفر (إب) في الداخل. تمكن ابن زياد طيلة حكمه الذي استمر أربعة عقود من تكوين إمارة قوية مزدهرة تدين بالولاء لبغداد إلى أن توفى عام 245هـ/859م. فخلفه ابنه إبراهيم . استمرت الدولة الزيادية تحكم حتى اسقطها الأمير نجاح أحد موالي الزياديون ومؤسس الدولة النجاحية عام 403 هـ.